# Basket-ball aux Jeux olympiques d'été de 2024
Navigation
Tokyo 2020 Los Angeles 2028
Les compétitions de basket-ball des Jeux olympiques d'été de 2024 organisés à Paris (France), se déroulent du 27 juillet au 11 août 2024. 

## Lieux des compétitions
| \| Paris Villeneuve-d'Ascq \| Localisation des villes de Paris et Villeneuve-d'Ascq. |
| Paris Villeneuve-d'Ascq                                                              |

Les phases préliminaires des tournois de basket-ball à cinq ont lieu au stade Pierre-Mauroy dans la métropole de Lille ; les phases finales se disputent au Palais omnisports de Paris-Bercy, nommé Arena Bercy à l'occasion des Jeux. Cette salle multi-fonctions de 15 000 places est également appelée POPB ou Accor Arena à la suite d'un accord de naming. Elle accueille les épreuves de gymnastique artistique, de trampoline, ainsi que le basket fauteuil aux Jeux paralympiques.
Les tournois de basket-ball à trois se déroulent au sein du parc urbain de la Concorde, sur la place de la Concorde, au cœur de Paris. Le site accueille également les compétitions de BMX freestyle, de skateboard et de breakdance.

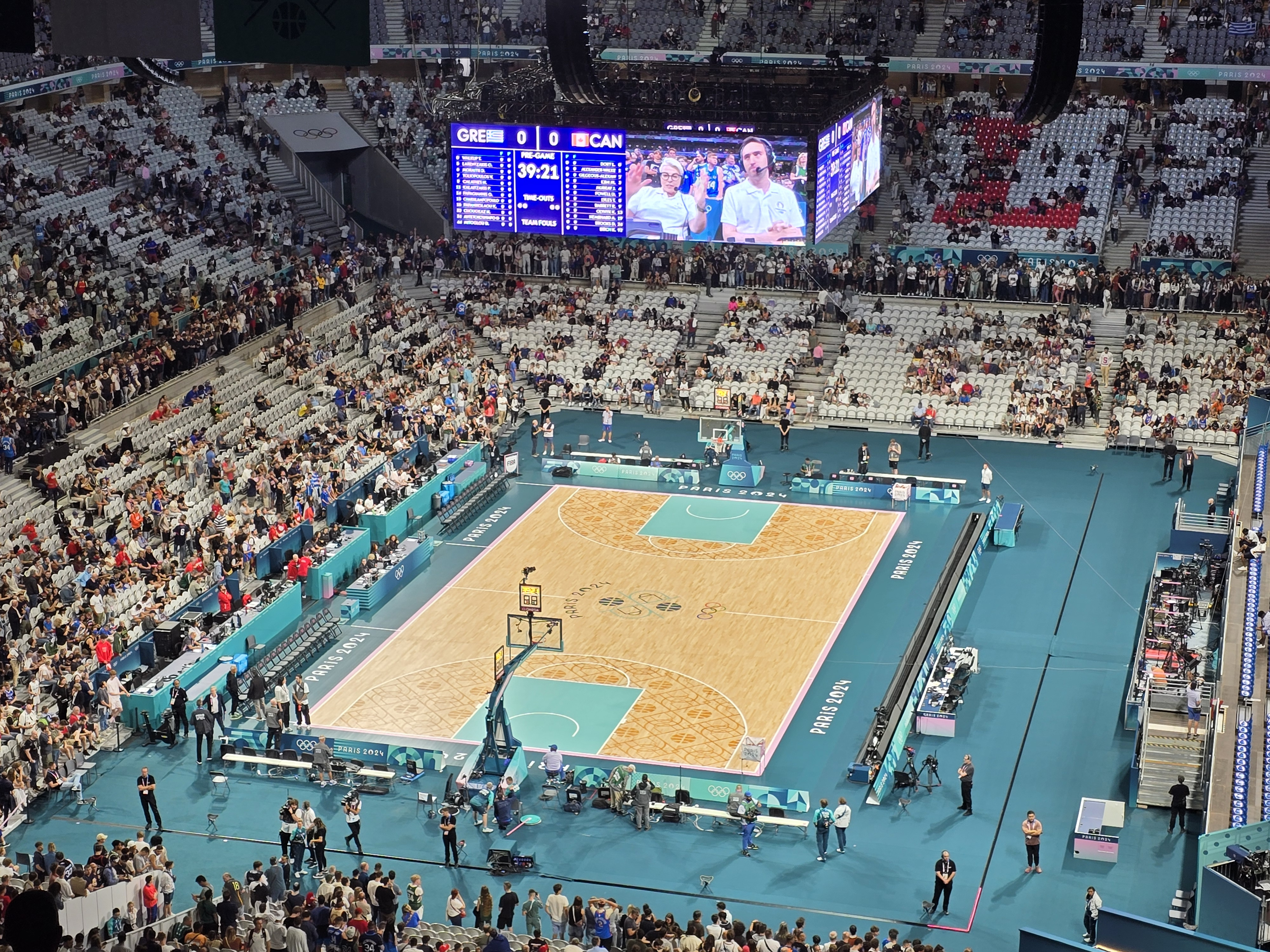
Le stade Pierre-Mauroy en configuration basket.
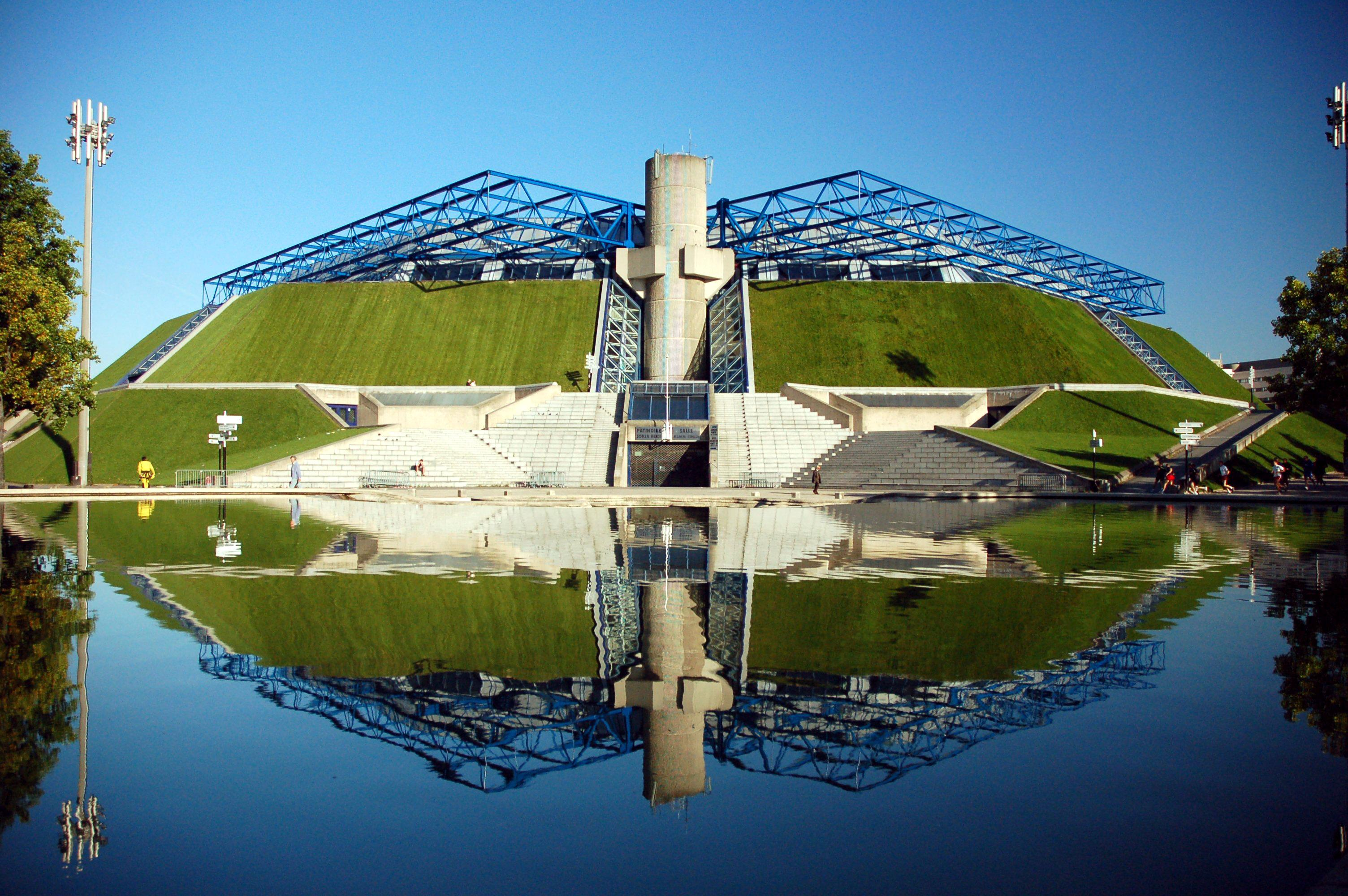
Le POPB en 2007.
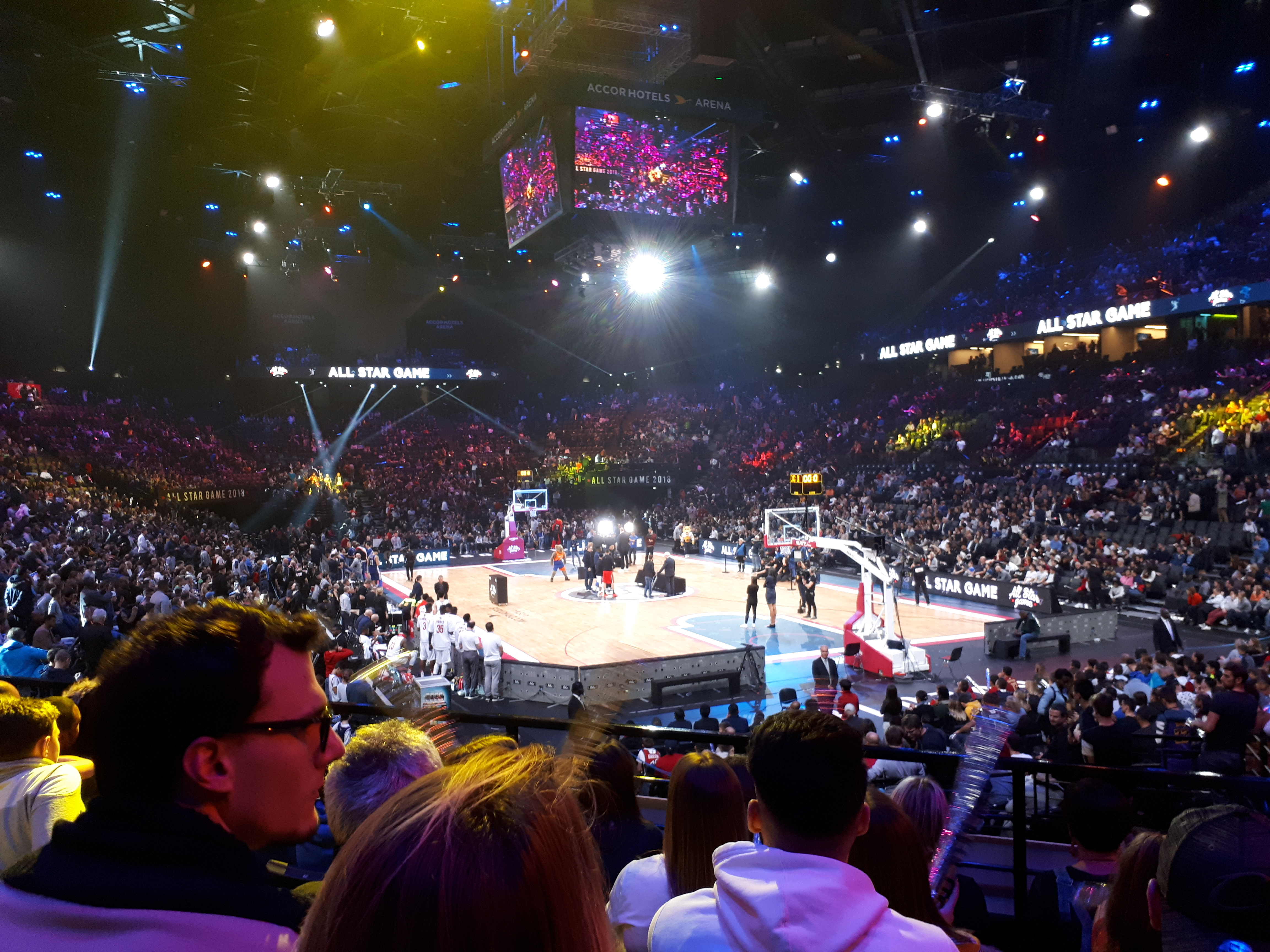
Du basket au POPB (All-Star Game LNB 2018).
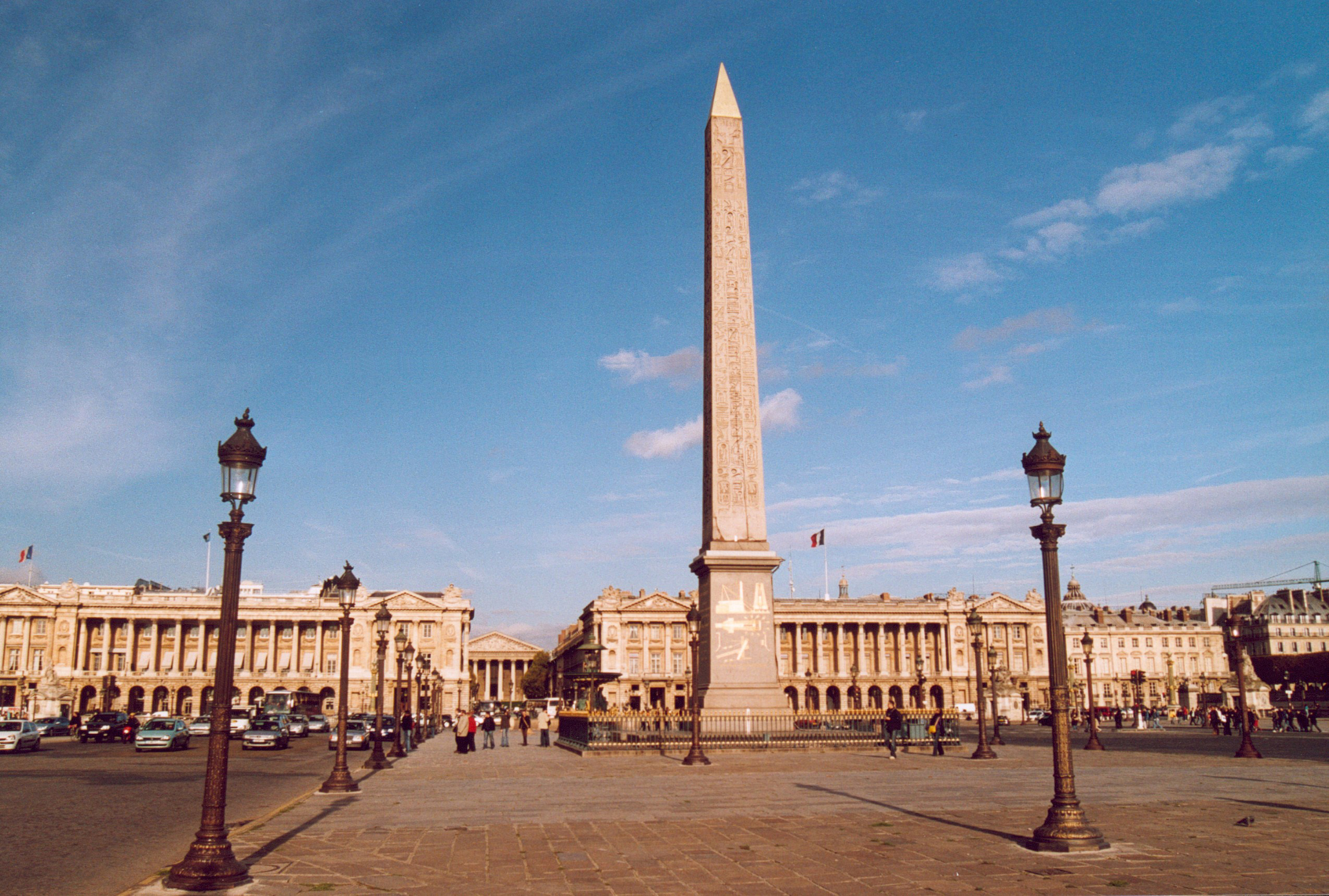
Vue générale de la place de la Concorde.

## Format
En basket-ball (à cinq), 12 équipes s'affrontent dans chaque tournoi (masculin et féminin). Lors du premier tour, elles sont réparties en trois groupes de quatre équipes où le vainqueur d'un match remporte 2 points, 1 en cas de défaite et aucun en cas de forfait. Les deux premiers de chaque groupe et les deux meilleurs troisièmes se qualifient pour la phase finale à élimination directe.
Un match se joue en 4 quarts-temps de 10 minutes de jeu effectif. 5 joueurs sont sur le parquet pour chaque équipe.
En basket-ball à trois, huit équipes participent à chacun des tournois. Chaque équipe est composée de 4 joueurs et trois jouent sur un demi-terrain sur un seul panier. La première équipe qui atteint 21 points ou celle qui mène après les 10 minutes du match gagne la partie. Un panier rapporte un point et un panier primé en rapporte deux.
Les huit équipes sont réunies en une poule unique. Chaque équipe rencontre les sept autres une fois. À la fin de ce premier tour, les six meilleures équipes se qualifient pour la phase finale à élimination directe : les deux premières équipes pour les demi-finales, les quatre suivantes jouent des quarts de finale.

## Participants
| Pays               | 5×5    | 5×5    | 3×3    | 3×3    | Athlètes |
| Pays               | Hommes | Femmes | Hommes | Femmes | Athlètes |
| ------------------ | ------ | ------ | ------ | ------ | -------- |
| Allemagne          | 12     | 12     |        | 4      | 28       |
| Australie          | 12     | 12     |        | 4      | 28       |
| Azerbaïdjan        |        |        |        | 4      | 4        |
| Belgique           |        | 12     |        |        | 12       |
| Brésil             | 12     |        |        |        | 12       |
| Canada             | 12     | 12     |        | 4      | 28       |
| Chine              |        | 12     | 4      | 4      | 20       |
| Espagne            | 12     | 12     |        | 4      | 28       |
| États-Unis         | 12     | 12     | 4      | 4      | 32       |
| France             | 12     | 12     | 4      | 4      | 32       |
| Grèce              | 12     |        |        |        | 12       |
| Japon              | 12     | 12     |        |        | 24       |
| Lettonie           |        |        | 4      |        | 4        |
| Lituanie           |        |        | 4      |        | 4        |
| Nigeria            |        | 12     |        |        | 12       |
| Pays-Bas           |        |        | 4      |        | 4        |
| Pologne            |        |        | 4      |        | 4        |
| Porto Rico         | 12     | 12     |        |        | 24       |
| Serbie             | 12     | 12     | 4      |        | 28       |
| Soudan du Sud      | 12     |        |        |        | 12       |
| Total (19 nations) | 144    | 144    | 32     | 32     | 328      |

## Calendrier
| - P : premiers tours - ¼ : quarts de finale - ½ : demi-finales - F : finales |

| Épreuve ↓ Date →    | Épreuve ↓ Date → | Sa 27 | Di 28 | Lu 29 | Ma 30 | Me 31 | Je 1er | Ve 2 | Sa 3 | Sa 3 | Di 4 | Di 4 | Lu 5 | Lu 5 | Ma 6 | Me 7 | Je 8 | Ve 9 | Sa 10 | Di 11 |
| ------------------- | ---------------- | ----- | ----- | ----- | ----- | ----- | ------ | ---- | ---- | ---- | ---- | ---- | ---- | ---- | ---- | ---- | ---- | ---- | ----- | ----- |
| Basket-ball à cinq  | Tournoi masculin | P     | P     |       | P     | P     |        | P    | P    | P    |      |      |      |      | ¼    |      | ½    |      | F     |       |
| Basket-ball à cinq  | Tournoi féminin  |       | P     | P     |       | P     | P      |      | P    | P    | P    | P    |      |      |      | ¼    |      | ½    |       | F     |
|                     |                  |       |       |       |       |       |        |      |      |      |      |      |      |      |      |      |      |      |       |       |
| Basket-ball à trois | Tournoi masculin |       |       |       | P     | P     | P      | P    |      |      | P    | ¼    | ½    | F    |      |      |      |      |       |       |
| Basket-ball à trois | Tournoi féminin  |       |       |       | P     | P     | P      | P    | P    | ¼    |      |      | ½    | F    |      |      |      |      |       |       |

## Résultats

### Médaillés
| Édition          | Or | Argent | Bronze |
| ---------------- | --- | --- | --- |
| Tournoi masculin | États-Unis- Bam Adebayo - Devin Booker - Stephen Curry - Anthony Davis - Kevin Durant - Anthony Edwards - Joel Embiid - Tyrese Haliburton - Jrue Holiday - LeBron James - Jayson Tatum - Derrick White      | France- Andrew Albicy - Nicolas Batum - Isaïa Cordinier - Bilal Coulibaly - Nando de Colo - Evan Fournier - Rudy Gobert - Mathias Lessort - Frank Ntilikina - Matthew Strazel - Victor Wembanyama - Guerschon Yabusele | Serbie- Aleksa Avramović - Bogdan Bogdanović - Dejan Davidovac - Ognjen Dobrić - Marko Gudurić - Nikola Jokić - Nikola Jović - Vanja Marinković - Vasilije Micić - Nikola Milutinov - Filip Petrušev - Uroš Plavšić |
| Tournoi féminin  | États-Unis- Napheesa Collier - Kahleah Copper - Chelsea Gray - Brittney Griner - Sabrina Ionescu - Jewell Loyd - Kelsey Plum - Breanna Stewart - Diana Taurasi - Alyssa Thomas - A'ja Wilson - Jackie Young | France- Valériane Ayayi - Marième Badiane - Romane Bernies - Alexia Chery - Marine Fauthoux - Marine Johannès - Leïla Lacan - Dominique Malonga - Sarah Michel-Boury - Iliana Rupert - Janelle Salaün - Gabby Williams | Australie- Amy Atwell - Isobel Borlase - Cayla George - Lauren Jackson - Tess Madgen - Ezi Magbegor - Jade Melbourne - Alanna Smith - Stephanie Talbot - Marianna Tolo - Kristy Wallace - Sami Whitcomb             |

| Épreuves         | Or                                                                               | Argent                                                                              | Bronze                                                                                |
| Tournoi masculin | Pays-Bas- Worthy de Jong - Arvin Slagter - Jan Driessen - Dimeo van der Horst    | France- Lucas Dussoulier - Jules Rambaut - Franck Seguela - Timothé Vergiat         | Lituanie- Evaldas Džiaugys - Gintautas Matulis - Aurelijus Pukelis - Šarūnas Vingelis |
| Tournoi féminin  | Allemagne- Svenja Brunckhorst - Sonja Greinacher - Elisa Mevius - Marie Reichert | Espagne- Gracia Alonso de Armiño - Juana Camilión - Vega Gimeno - Sandra Ygueravide | États-Unis- Dearica Hamby - Cierra Burdick - Rhyne Howard - Hailey Van Lith           |

### Tableau des médailles
- Pays organisateur (France)

| Rang  | Nation     | Or | Argent | Bronze | Total |
| ----- | ---------- | -- | ------ | ------ | ----- |
| 1     | États-Unis | 2  | 0      | 1      | 3     |
| 2     | Pays-Bas   | 1  | 0      | 0      | 1     |
| 2     | Allemagne  | 1  | 0      | 0      | 1     |
| 4     | France     | 0  | 3      | 0      | 3     |
| 5     | Espagne    | 0  | 1      | 0      | 1     |
| 6     | Australie  | 0  | 0      | 1      | 1     |
| 6     | Lituanie   | 0  | 0      | 1      | 1     |
| 6     | Serbie     | 0  | 0      | 1      | 1     |
| Total | Total      | 4  | 4      | 4      | 12    |

## Basket-ball à cinq

### Qualifications
Chez les hommes et chez les femmes, la France est qualifiée d'office en tant que pays organisateur.
Pour les hommes, la coupe du monde 2023 attribue 7 places aux équipes les mieux classées de chaque continent. Les 4 places restantes sont décernées à l'issue de tournois de qualification olympique. 
Pour les femmes, le vainqueur de la Coupe du monde 2022 est automatiquement qualifié. Les 10 autres places sont attribuées à l'issue de tournois de qualification olympique.
| Compétition                         | Compétition                         | Date                            | Lieu                        | Places | Qualifiés         |
| ----------------------------------- | ----------------------------------- | ------------------------------- | --------------------------- | ------ | ----------------- |
| Pays organisateur                   | Pays organisateur                   | -                               | -                           | 1      | France            |
| Coupe du monde 2023                 | Afrique                             | du 25 août au 10 septembre 2023 | Indonésie Japon Philippines | 1      | Soudan du Sud     |
| Coupe du monde 2023                 | Amériques                           | du 25 août au 10 septembre 2023 | Indonésie Japon Philippines | 2      | Canada États-Unis |
| Coupe du monde 2023                 | Asie                                | du 25 août au 10 septembre 2023 | Indonésie Japon Philippines | 1      | Japon             |
| Coupe du monde 2023                 | Europe                              | du 25 août au 10 septembre 2023 | Indonésie Japon Philippines | 2      | Allemagne Serbie  |
| Coupe du monde 2023                 | Océanie                             | du 25 août au 10 septembre 2023 | Indonésie Japon Philippines | 1      | Australie         |
| Tournois de qualification olympique | Tournois de qualification olympique | du 2 au 7 juillet 2024          | Valence                     | 1      | Espagne           |
| Tournois de qualification olympique | Tournois de qualification olympique | du 2 au 7 juillet 2024          | Riga                        | 1      | Brésil            |
| Tournois de qualification olympique | Tournois de qualification olympique | du 2 au 7 juillet 2024          | Le Pirée                    | 1      | Grèce             |
| Tournois de qualification olympique | Tournois de qualification olympique | du 2 au 7 juillet 2024          | San Juan                    | 1      | Porto Rico        |
| Total                               | Total                               | Total                           | Total                       | 12     |                   |

| Compétition                         | Date                                | Lieu   | Places | Qualifiés                  |
| ----------------------------------- | ----------------------------------- | ------ | ------ | -------------------------- |
| Pays organisateur                   | -                                   | -      | 1      | France                     |
| Coupe du monde 2022                 | du 22 septembre au 1er octobre 2022 | Sydney | 1      | États-Unis                 |
| Tournois de qualification olympique | du 8 au 11 février 2024             | Xi'an  | 2      | Chine Porto Rico           |
| Tournois de qualification olympique | du 8 au 11 février 2024             | Anvers | 2      | Belgique Nigeria           |
| Tournois de qualification olympique | du 8 au 11 février 2024             | Belém  | 3      | Australie Allemagne Serbie |
| Tournois de qualification olympique | du 8 au 11 février 2024             | Sopron | 3      | Japon Espagne Canada       |
| Total                               | Total                               | Total  | 12     |                            |

### Compétition
Chez les hommes et les femmes, les douze équipes qualifiées sont réparties en trois groupes de quatre. Les équipes terminant aux deux premières places de chaque groupe ainsi que les deux meilleurs troisièmes sont qualifiées pour le tournoi final à élimination directe.

#### Tournoi masculin

##### Premier tour
- Qualifié pour les quarts de finale

| Rang | Équipe              | Pts | J | G | P | Pp  | Pc  | Diff |  | Résultats (dom.\ext.) |  |       |        |       |
| ---- | ------------------- | --- | - | - | - | --- | --- | ---- |  | --------------------- |  | ----- | ------ | ----- |
| 1    | Canada              | 6   | 3 | 3 | 0 | 267 | 247 | 20   |  | Canada                |  | 93-83 | 86- 79 | 88-85 |
| 2    | Australie (1–1, +6) | 4   | 3 | 1 | 2 | 246 | 250 | -4   |  | Australie (1–1, +6)   |  |       | 71-77  | 92-80 |
| 3    | Grèce (1–1, –1)     | 4   | 3 | 1 | 2 | 233 | 241 | -8   |  | Grèce (1–1, –1)       |  |       |        | 77-84 |
| 4    | Espagne (1–1, –5)   | 4   | 3 | 1 | 2 | 249 | 257 | -8   |  | Espagne (1–1, –5)     |  |       |        |       |

| Rang | Équipe     | Pts | J | G | P | Pp  | Pc  | Diff |  | Résultats (dom.\ext.) |  |       |       |        |
| ---- | ---------- | --- | - | - | - | --- | --- | ---- |  | --------------------- |  | ----- | ----- | ------ |
| 1    | Allemagne  | 6   | 3 | 3 | 0 | 268 | 221 | 47   |  | Allemagne             |  | 85-71 | 97-77 | 86-73  |
| 2    | FrancePO,F | 5   | 3 | 2 | 1 | 243 | 241 | 2    |  | FrancePO,F            |  |       | 94-90 | 78-66  |
| 3    | Brésil     | 4   | 3 | 1 | 2 | 241 | 248 | -7   |  | Brésil                |  |       |       | 84-102 |
| 4    | Japon      | 3   | 3 | 0 | 3 | 251 | 293 | -42  |  | Japon                 |  |       |       |        |

| Rang | Équipe        | Pts | J | G | P | Pp  | Pc  | Diff |  | Résultats (dom.\ext.) |  |        |        |        |
| ---- | ------------- | --- | - | - | - | --- | --- | ---- |  | --------------------- |  | ------ | ------ | ------ |
| 1    | États-UnisT   | 6   | 3 | 3 | 0 | 317 | 253 | 64   |  | États-UnisT           |  | 110-84 | 103-86 | 104-83 |
| 2    | Serbie        | 5   | 3 | 2 | 1 | 287 | 261 | 26   |  | Serbie                |  |        | 96-85  | 107-66 |
| 3    | Soudan du Sud | 4   | 3 | 1 | 2 | 261 | 278 | -17  |  | Soudan du Sud         |  |        |        | 90-79  |
| 4    | Porto Rico    | 3   | 3 | 0 | 3 | 228 | 301 | -73  |  | Porto Rico            |  |        |        |        |

##### Phase finale
|  | Quarts de finale | Quarts de finale |            |           | Demi-finale            | Demi-finale            |    |  | Finale  | Finale  |
|  | Quarts de finale | Quarts de finale |            |           | Demi-finale            | Demi-finale            |    |  | Finale  | Finale  |
|  |                  |                  |            |           |                        |                        |    |  |         |         |
|  | 6 août           | 6 août           |            |           | 8 août                 | 8 août                 |    |  | 10 août | 10 août |
|  | 6 août           | 6 août           |            |           | 8 août                 | 8 août                 |    |  | 10 août | 10 août |
|  | France           | 82               |            |           | 8 août                 | 8 août                 |    |  | 10 août | 10 août |
|  | France           | 82               |            |           | 8 août                 | 8 août                 |    |  | 10 août | 10 août |
|  | Canada           | 73               |            |           | 8 août                 | 8 août                 |    |  | 10 août | 10 août |
|  | Canada           | 73               | France     | 73        |                        |                        |    |  | 10 août | 10 août |
|  | 6 août           |                  | France     | 73        |                        |                        |    |  | 10 août | 10 août |
|  |                  | Allemagne        | 69         |           |                        |                        |    |  | 10 août | 10 août |
|  | Allemagne        | Allemagne        | 69         | 76        |                        |                        |    |  | 10 août | 10 août |
|  | Allemagne        |                  |            | 76        |                        |                        |    |  | 10 août | 10 août |
|  | Grèce            | 63               |            |           |                        |                        |    |  | 10 août | 10 août |
|  | Grèce            | 63               | France     | 87        |                        |                        |    |  |         |         |
|  | 6 août           |                  | France     | 87        |                        |                        |    |  |         |         |
|  |                  | États-Unis       | 98         |           |                        |                        |    |  |         |         |
|  | Brésil           | États-Unis       | 98         | 87        |                        |                        |    |  |         |         |
|  | Brésil           | 8 août           |            | 87        |                        |                        |    |  |         |         |
|  | États-Unis       | 122              |            |           |                        |                        |    |  |         |         |
|  | États-Unis       | 122              | États-Unis | 95        |                        |                        |    |  |         |         |
|  | 6 août           | 6 août           | États-Unis | 95        | Match pour la 3e place | Match pour la 3e place |    |  |         |         |
|  | 6 août           | 6 août           |            | Serbie    | Match pour la 3e place | Match pour la 3e place | 91 |  |         |         |
|  | Serbie           | 95 ap            | 10 août    | 10 août   |                        |                        | 91 |  |         |         |
|  | Serbie           | 95 ap            | 10 août    | 10 août   |                        |                        |    |  |         |         |
|  | Australie        | 90               |            | Allemagne | 83                     |                        |    |  |         |         |
|  | Australie        | 90               |            | Allemagne | 83                     |                        |    |  |         |         |
|  |                  |                  |            |           |                        |                        |    |  | Serbie  | 93      |
|  |                  |                  |            |           |                        |                        |    |  | Serbie  | 93      |

#### Tournoi féminin

##### Premier tour
- Qualifié pour les quarts de finale

| Rang | Équipe     | Pts | J | G | P | Pp  | Pc  | Diff |  | Résultats (dom.\ext.) |  |       |       |       |
| ---- | ---------- | --- | - | - | - | --- | --- | ---- |  | --------------------- |  | ----- | ----- | ----- |
| 1    | Espagne    | 6   | 3 | 3 | 0 | 223 | 213 | 10   |  | Espagne               |  | 70-62 | 90-89 | 63-62 |
| 2    | Serbie     | 5   | 3 | 2 | 1 | 201 | 184 | 17   |  | Serbie                |  |       | 81-59 | 58-55 |
| 3    | Chine      | 4   | 3 | 1 | 2 | 228 | 229 | -1   |  | Chine                 |  |       |       | 80-58 |
| 4    | Porto Rico | 3   | 3 | 0 | 3 | 175 | 201 | -26  |  | Porto Rico            |  |       |       |       |

| Rang | Équipe              | Pts | J | G | P | Pp  | Pc  | Diff |  | Résultats (dom.\ext.) |  |       |       |       |
| ---- | ------------------- | --- | - | - | - | --- | --- | ---- |  | --------------------- |  | ----- | ----- | ----- |
| 1    | FrancePO (1–1, +14) | 5   | 3 | 2 | 1 | 222 | 187 | 35   |  | FrancePO (1–1, +14)   |  | 72-79 | 75-54 | 75-54 |
| 2    | Australie (1–1, –6) | 5   | 3 | 2 | 1 | 211 | 212 | -1   |  | Australie (1–1, –6)   |  |       | 62-75 | 70-65 |
| 3    | Nigeria (1–1, –8)   | 5   | 3 | 2 | 1 | 208 | 207 | 1    |  | Nigeria (1–1, –8)     |  |       |       | 79-70 |
| 4    | Canada              | 3   | 3 | 0 | 3 | 189 | 224 | -35  |  | Canada                |  |       |       |       |

| Rang | Équipe      | Pts | J | G | P | Pp  | Pc  | Diff |  | Résultats (dom.\ext.) |  |       |       |        |
| ---- | ----------- | --- | - | - | - | --- | --- | ---- |  | --------------------- |  | ----- | ----- | ------ |
| 1    | États-UnisT | 6   | 3 | 3 | 0 | 276 | 218 | 58   |  | États-UnisT           |  | 87-68 | 87-74 | 102-76 |
| 2    | Allemagne   | 5   | 3 | 2 | 1 | 226 | 220 | 6    |  | Allemagne             |  |       | 83-69 | 75-64  |
| 3    | Belgique    | 4   | 3 | 1 | 2 | 228 | 228 | 0    |  | Belgique              |  |       |       | 85-58  |
| 4    | JaponF      | 3   | 3 | 0 | 3 | 198 | 262 | -64  |  | JaponF                |  |       |       |        |

##### Phase finale
|  | Quarts de finale                                  | Quarts de finale                               | Quarts de finale                                  | Quarts de finale                               |              |              | Demi-finales                                   | Demi-finales                                   | Demi-finales                                       | Demi-finales                                       |                                                    |                                                    | Finale                                             | Finale                                             | Finale                                             | Finale                                             |
|  |                                                   |                                                |                                                   |                                                |              |              |                                                |                                                |                                                    |                                                    |                                                    |                                                    |                                                    |                                                    |                                                    |                                                    |
|  | 7 août 2024 à 18 h (HAEC) – Arena Bercy, Paris    | 7 août 2024 à 18 h (HAEC) – Arena Bercy, Paris | 7 août 2024 à 18 h (HAEC) – Arena Bercy, Paris    | 7 août 2024 à 18 h (HAEC) – Arena Bercy, Paris |              |              | 9 août 2024 à 21 h (HAEC) – Arena Bercy, Paris | 9 août 2024 à 21 h (HAEC) – Arena Bercy, Paris | 9 août 2024 à 21 h (HAEC) – Arena Bercy, Paris     | 9 août 2024 à 21 h (HAEC) – Arena Bercy, Paris     |                                                    |                                                    | 11 août 2024 à 15 h 30 (HAEC) – Arena Bercy, Paris | 11 août 2024 à 15 h 30 (HAEC) – Arena Bercy, Paris | 11 août 2024 à 15 h 30 (HAEC) – Arena Bercy, Paris | 11 août 2024 à 15 h 30 (HAEC) – Arena Bercy, Paris |
|  | 7 août 2024 à 18 h (HAEC) – Arena Bercy, Paris    | 7 août 2024 à 18 h (HAEC) – Arena Bercy, Paris | 7 août 2024 à 18 h (HAEC) – Arena Bercy, Paris    | 7 août 2024 à 18 h (HAEC) – Arena Bercy, Paris |              |              | 9 août 2024 à 21 h (HAEC) – Arena Bercy, Paris | 9 août 2024 à 21 h (HAEC) – Arena Bercy, Paris | 9 août 2024 à 21 h (HAEC) – Arena Bercy, Paris     | 9 août 2024 à 21 h (HAEC) – Arena Bercy, Paris     |                                                    |                                                    | 11 août 2024 à 15 h 30 (HAEC) – Arena Bercy, Paris | 11 août 2024 à 15 h 30 (HAEC) – Arena Bercy, Paris | 11 août 2024 à 15 h 30 (HAEC) – Arena Bercy, Paris | 11 août 2024 à 15 h 30 (HAEC) – Arena Bercy, Paris |
|  | F1                                                | Allemagne                                      | 71                                                | 71                                             |              |              | 9 août 2024 à 21 h (HAEC) – Arena Bercy, Paris | 9 août 2024 à 21 h (HAEC) – Arena Bercy, Paris | 9 août 2024 à 21 h (HAEC) – Arena Bercy, Paris     | 9 août 2024 à 21 h (HAEC) – Arena Bercy, Paris     |                                                    |                                                    | 11 août 2024 à 15 h 30 (HAEC) – Arena Bercy, Paris | 11 août 2024 à 15 h 30 (HAEC) – Arena Bercy, Paris | 11 août 2024 à 15 h 30 (HAEC) – Arena Bercy, Paris | 11 août 2024 à 15 h 30 (HAEC) – Arena Bercy, Paris |
|  | F1                                                | Allemagne                                      | 71                                                | 71                                             |              |              | 9 août 2024 à 21 h (HAEC) – Arena Bercy, Paris | 9 août 2024 à 21 h (HAEC) – Arena Bercy, Paris | 9 août 2024 à 21 h (HAEC) – Arena Bercy, Paris     | 9 août 2024 à 21 h (HAEC) – Arena Bercy, Paris     |                                                    |                                                    | 11 août 2024 à 15 h 30 (HAEC) – Arena Bercy, Paris | 11 août 2024 à 15 h 30 (HAEC) – Arena Bercy, Paris | 11 août 2024 à 15 h 30 (HAEC) – Arena Bercy, Paris | 11 août 2024 à 15 h 30 (HAEC) – Arena Bercy, Paris |
|  | E1                                                | France PO                                      | 84                                                | 84                                             |              |              | 9 août 2024 à 21 h (HAEC) – Arena Bercy, Paris | 9 août 2024 à 21 h (HAEC) – Arena Bercy, Paris | 9 août 2024 à 21 h (HAEC) – Arena Bercy, Paris     | 9 août 2024 à 21 h (HAEC) – Arena Bercy, Paris     |                                                    |                                                    | 11 août 2024 à 15 h 30 (HAEC) – Arena Bercy, Paris | 11 août 2024 à 15 h 30 (HAEC) – Arena Bercy, Paris | 11 août 2024 à 15 h 30 (HAEC) – Arena Bercy, Paris | 11 août 2024 à 15 h 30 (HAEC) – Arena Bercy, Paris |
|  | E1                                                | France PO                                      | 84                                                | 84                                             | France PO    | France PO    | 81                                             | 81                                             |                                                    |                                                    |                                                    |                                                    | 11 août 2024 à 15 h 30 (HAEC) – Arena Bercy, Paris | 11 août 2024 à 15 h 30 (HAEC) – Arena Bercy, Paris | 11 août 2024 à 15 h 30 (HAEC) – Arena Bercy, Paris | 11 août 2024 à 15 h 30 (HAEC) – Arena Bercy, Paris |
|  | 7 août 2024 à 14 h 30 (HAEC) – Arena Bercy, Paris |                                                |                                                   |                                                | France PO    | France PO    | 81                                             | 81                                             |                                                    |                                                    |                                                    |                                                    | 11 août 2024 à 15 h 30 (HAEC) – Arena Bercy, Paris | 11 août 2024 à 15 h 30 (HAEC) – Arena Bercy, Paris | 11 août 2024 à 15 h 30 (HAEC) – Arena Bercy, Paris | 11 août 2024 à 15 h 30 (HAEC) – Arena Bercy, Paris |
|  |                                                   |                                                | Belgique                                          | Belgique                                       | 75ap         | 75ap         |                                                |                                                |                                                    |                                                    |                                                    |                                                    | 11 août 2024 à 15 h 30 (HAEC) – Arena Bercy, Paris | 11 août 2024 à 15 h 30 (HAEC) – Arena Bercy, Paris | 11 août 2024 à 15 h 30 (HAEC) – Arena Bercy, Paris | 11 août 2024 à 15 h 30 (HAEC) – Arena Bercy, Paris |
|  | D2                                                | Espagne                                        | Belgique                                          | Belgique                                       | 75ap         | 75ap         | 66                                             | 66                                             |                                                    |                                                    |                                                    |                                                    | 11 août 2024 à 15 h 30 (HAEC) – Arena Bercy, Paris | 11 août 2024 à 15 h 30 (HAEC) – Arena Bercy, Paris | 11 août 2024 à 15 h 30 (HAEC) – Arena Bercy, Paris | 11 août 2024 à 15 h 30 (HAEC) – Arena Bercy, Paris |
|  | D2                                                | Espagne                                        | 9 août 2024 à 17 h 30 (HAEC) – Arena Bercy, Paris |                                                |              |              | 66                                             | 66                                             |                                                    |                                                    |                                                    |                                                    | 11 août 2024 à 15 h 30 (HAEC) – Arena Bercy, Paris | 11 août 2024 à 15 h 30 (HAEC) – Arena Bercy, Paris | 11 août 2024 à 15 h 30 (HAEC) – Arena Bercy, Paris | 11 août 2024 à 15 h 30 (HAEC) – Arena Bercy, Paris |
|  | G2                                                | Belgique                                       | 79                                                | 79                                             |              |              |                                                |                                                |                                                    |                                                    |                                                    |                                                    | 11 août 2024 à 15 h 30 (HAEC) – Arena Bercy, Paris | 11 août 2024 à 15 h 30 (HAEC) – Arena Bercy, Paris | 11 août 2024 à 15 h 30 (HAEC) – Arena Bercy, Paris | 11 août 2024 à 15 h 30 (HAEC) – Arena Bercy, Paris |
|  | G2                                                | Belgique                                       | 79                                                | 79                                             | France PO    | France PO    | 66                                             | 66                                             |                                                    |                                                    |                                                    |                                                    |                                                    |                                                    |                                                    |                                                    |
|  | 7 août 2024 à 21 h 30 (HAEC) – Arena Bercy, Paris |                                                |                                                   |                                                | France PO    | France PO    | 66                                             | 66                                             |                                                    |                                                    |                                                    |                                                    |                                                    |                                                    |                                                    |                                                    |
|  |                                                   |                                                | États-Unis T                                      | États-Unis T                                   | 67           | 67           |                                                |                                                |                                                    |                                                    |                                                    |                                                    |                                                    |                                                    |                                                    |                                                    |
|  | G1                                                | Nigeria                                        | États-Unis T                                      | États-Unis T                                   | 67           | 67           | 74                                             | 74                                             |                                                    |                                                    |                                                    |                                                    |                                                    |                                                    |                                                    |                                                    |
|  | G1                                                | Nigeria                                        |                                                   |                                                |              |              |                                                |                                                |                                                    |                                                    |                                                    |                                                    |                                                    |                                                    |                                                    |                                                    |
|  | D1                                                | États-Unis T                                   | 88                                                | 88                                             |              |              |                                                |                                                |                                                    |                                                    |                                                    |                                                    |                                                    |                                                    |                                                    |                                                    |
|  | D1                                                | États-Unis T                                   | 88                                                | 88                                             | États-Unis T | États-Unis T | 85                                             | 85                                             | Match pour la troisième place                      | Match pour la troisième place                      | Match pour la troisième place                      | Match pour la troisième place                      |                                                    |                                                    |                                                    |                                                    |
|  | 7 août 2024 à 11 h (HAEC) – Arena Bercy, Paris    |                                                |                                                   |                                                | États-Unis T | États-Unis T | 85                                             | 85                                             | Match pour la troisième place                      | Match pour la troisième place                      | Match pour la troisième place                      | Match pour la troisième place                      |                                                    |                                                    |                                                    |                                                    |
|  |                                                   |                                                | Australie                                         | Australie                                      | 64           | 64           |                                                |                                                | 11 août 2024 à 11 h 30 (HAEC) – Arena Bercy, Paris | 11 août 2024 à 11 h 30 (HAEC) – Arena Bercy, Paris | 11 août 2024 à 11 h 30 (HAEC) – Arena Bercy, Paris | 11 août 2024 à 11 h 30 (HAEC) – Arena Bercy, Paris |                                                    |                                                    |                                                    |                                                    |
|  | E2                                                | Serbie                                         | Australie                                         | Australie                                      | 64           | 64           | 67                                             | 67                                             | 11 août 2024 à 11 h 30 (HAEC) – Arena Bercy, Paris | 11 août 2024 à 11 h 30 (HAEC) – Arena Bercy, Paris | 11 août 2024 à 11 h 30 (HAEC) – Arena Bercy, Paris | 11 août 2024 à 11 h 30 (HAEC) – Arena Bercy, Paris |                                                    |                                                    |                                                    |                                                    |
|  | E2                                                | Serbie                                         |                                                   |                                                |              |              |                                                | 67                                             |                                                    |                                                    | Belgique                                           | Belgique                                           | 81                                                 | 81                                                 |                                                    |                                                    |
|  | F2                                                | Australie                                      | 85                                                | 85                                             |              |              |                                                |                                                |                                                    |                                                    | Belgique                                           | Belgique                                           | 81                                                 | 81                                                 |                                                    |                                                    |
|  | F2                                                | Australie                                      | 85                                                | 85                                             | Australie    | Australie    | 85                                             | 85                                             |                                                    |                                                    |                                                    |                                                    |                                                    |                                                    |                                                    |                                                    |
|  |                                                   |                                                |                                                   |                                                |              |              |                                                |                                                |                                                    |                                                    |                                                    |                                                    |                                                    |                                                    |                                                    |                                                    |

## Basket-ball à trois

### Qualifications
16 équipes participent à la compétition de basket-ball 3×3 : 8 chez les hommes et 8 chez les femmes. Pour mémoire, une équipe est constituée de 4 joueurs (3 qui jouent, un autre sur le banc et les changements se font librement).
Les places sont attribuées ainsi :
- La France bénéficie d'une place en tant que pays organisateur, mais pour une seule des deux épreuves (hommes ou femmes).
- 2 ou 3 places pour les meilleures nations au classement[9] de la FIBA (selon que la France ait ou non une place), dans la limite de deux CNO par continent[10].
- Deux places lors de chacun des deux tournois de qualification olympique (TQO) pour l'universalité.
- Trois places lors du TQO organisé par la FIBA.

| Compétition                       | Lieu       | Date                | Places | Qualifiés               | Qualifiés                |
| Compétition                       | Lieu       | Date                | Places | Hommes                  | Femmes                   |
| --------------------------------- | ---------- | ------------------- | ------ | ----------------------- | ------------------------ |
| Pays organisateur                 | -          | -                   | 1 ou 0 | -                       | France                   |
| Ranking                           | -          | 1er novembre 2023   | 2 ou 3 | Serbie États-Unis Chine | États-Unis Chine         |
| TQO pour l’universalité 2024 no 1 | Hong Kong  | 12 au 14 avril 2024 | 1      | Lettonie                | Azerbaïdjan              |
| TQO pour l’universalité 2024 no 2 | Utsunomiya | 3 au 5 mai 2024     | 1      | Pays-Bas                | Australie                |
| TQO 2024                          | Debrecen   | 16 au 19 mai 2024   | 3      | France Lituanie Pologne | Allemagne Canada Espagne |
| Total                             | Total      | Total               | 8      |                         |                          |

### Tournoi masculin

#### Premier tour
- en gras, qualifié pour les demi-finales
- en italique, qualifié pour les quarts de finale

| Rang | Équipe             | %   | J | G | P | Pp  | Moy. |
| ---- | ------------------ | --- | - | - | - | --- | ---- |
| 1    | Lettonie           | 100 | 7 | 7 | 0 | 150 | 21,4 |
| 2    | Pays-Bas           | 71  | 7 | 5 | 2 | 133 | 19   |
| 3    | Lituanie (1v-0d)   | 57  | 7 | 4 | 3 | 134 | 19,1 |
| 4    | Serbie (0v-1d)     | 57  | 7 | 4 | 3 | 129 | 18,4 |
| 5    | France             | 43  | 7 | 3 | 4 | 131 | 18,7 |
| 6    | Pologne (1v-0d)    | 29  | 7 | 2 | 5 | 116 | 16,6 |
| 7    | États-Unis (0v-1d) | 29  | 7 | 2 | 5 | 116 | 16,6 |
| 8    | Chine              | 14  | 7 | 1 | 6 | 107 | 15,3 |

#### Phase finale
|  | Quarts de finale | Quarts de finale | Quarts de finale                          | Quarts de finale |                                           |                               | Demi-finales                              | Demi-finales                              | Demi-finales                              | Demi-finales                              |                                           |                                           | Finale                                    | Finale                                    | Finale                                    | Finale                                    |
|  |                  |                  |                                           |                  |                                           |                               |                                           |                                           |                                           |                                           |                                           |                                           |                                           |                                           |                                           |                                           |
|  |                  |                  |                                           |                  |                                           |                               | 5 août, Parc urbain de la Concorde, Paris | 5 août, Parc urbain de la Concorde, Paris | 5 août, Parc urbain de la Concorde, Paris | 5 août, Parc urbain de la Concorde, Paris |                                           |                                           | 5 août, Parc urbain de la Concorde, Paris | 5 août, Parc urbain de la Concorde, Paris | 5 août, Parc urbain de la Concorde, Paris | 5 août, Parc urbain de la Concorde, Paris |
|  |                  |                  |                                           |                  |                                           |                               | 5 août, Parc urbain de la Concorde, Paris | 5 août, Parc urbain de la Concorde, Paris | 5 août, Parc urbain de la Concorde, Paris | 5 août, Parc urbain de la Concorde, Paris |                                           |                                           | 5 août, Parc urbain de la Concorde, Paris | 5 août, Parc urbain de la Concorde, Paris | 5 août, Parc urbain de la Concorde, Paris | 5 août, Parc urbain de la Concorde, Paris |
|  |                  |                  |                                           |                  |                                           |                               | 5 août, Parc urbain de la Concorde, Paris | 5 août, Parc urbain de la Concorde, Paris | 5 août, Parc urbain de la Concorde, Paris | 5 août, Parc urbain de la Concorde, Paris |                                           |                                           | 5 août, Parc urbain de la Concorde, Paris | 5 août, Parc urbain de la Concorde, Paris | 5 août, Parc urbain de la Concorde, Paris | 5 août, Parc urbain de la Concorde, Paris |
|  |                  |                  |                                           |                  |                                           |                               | 5 août, Parc urbain de la Concorde, Paris | 5 août, Parc urbain de la Concorde, Paris | 5 août, Parc urbain de la Concorde, Paris | 5 août, Parc urbain de la Concorde, Paris |                                           |                                           | 5 août, Parc urbain de la Concorde, Paris | 5 août, Parc urbain de la Concorde, Paris | 5 août, Parc urbain de la Concorde, Paris | 5 août, Parc urbain de la Concorde, Paris |
|  |                  |                  |                                           |                  |                                           |                               | 5 août, Parc urbain de la Concorde, Paris | 5 août, Parc urbain de la Concorde, Paris | 5 août, Parc urbain de la Concorde, Paris | 5 août, Parc urbain de la Concorde, Paris |                                           |                                           | 5 août, Parc urbain de la Concorde, Paris | 5 août, Parc urbain de la Concorde, Paris | 5 août, Parc urbain de la Concorde, Paris | 5 août, Parc urbain de la Concorde, Paris |
|  | 1er              | Lettonie         | 14                                        | 14               |                                           |                               |                                           |                                           |                                           |                                           |                                           |                                           | 5 août, Parc urbain de la Concorde, Paris | 5 août, Parc urbain de la Concorde, Paris | 5 août, Parc urbain de la Concorde, Paris | 5 août, Parc urbain de la Concorde, Paris |
|  | 1er              | Lettonie         | 14                                        | 14               | 4 août, Parc urbain de la Concorde, Paris |                               |                                           |                                           |                                           |                                           |                                           |                                           | 5 août, Parc urbain de la Concorde, Paris | 5 août, Parc urbain de la Concorde, Paris | 5 août, Parc urbain de la Concorde, Paris | 5 août, Parc urbain de la Concorde, Paris |
|  |                  |                  | 5e                                        | France           | 21                                        | 21                            |                                           |                                           |                                           |                                           |                                           |                                           | 5 août, Parc urbain de la Concorde, Paris | 5 août, Parc urbain de la Concorde, Paris | 5 août, Parc urbain de la Concorde, Paris | 5 août, Parc urbain de la Concorde, Paris |
|  | 4e               | Serbie           | 5e                                        | France           | 21                                        | 21                            | 19                                        | 19                                        |                                           |                                           |                                           |                                           | 5 août, Parc urbain de la Concorde, Paris | 5 août, Parc urbain de la Concorde, Paris | 5 août, Parc urbain de la Concorde, Paris | 5 août, Parc urbain de la Concorde, Paris |
|  | 4e               | Serbie           | 5 août, Parc urbain de la Concorde, Paris |                  |                                           |                               | 19                                        | 19                                        |                                           |                                           |                                           |                                           | 5 août, Parc urbain de la Concorde, Paris | 5 août, Parc urbain de la Concorde, Paris | 5 août, Parc urbain de la Concorde, Paris | 5 août, Parc urbain de la Concorde, Paris |
|  | 5e               | France           | 22                                        | 22               |                                           |                               |                                           |                                           |                                           |                                           |                                           |                                           | 5 août, Parc urbain de la Concorde, Paris | 5 août, Parc urbain de la Concorde, Paris | 5 août, Parc urbain de la Concorde, Paris | 5 août, Parc urbain de la Concorde, Paris |
|  | 5e               | France           | 22                                        | 22               | 5e                                        | France                        | 17ap                                      | 17ap                                      |                                           |                                           |                                           |                                           |                                           |                                           |                                           |                                           |
|  |                  |                  |                                           |                  | 5e                                        | France                        | 17ap                                      | 17ap                                      |                                           |                                           |                                           |                                           |                                           |                                           |                                           |                                           |
|  |                  |                  | 2e                                        | Pays-Bas         | 18                                        | 18                            |                                           |                                           |                                           |                                           |                                           |                                           |                                           |                                           |                                           |                                           |
|  |                  |                  |                                           |                  | 18                                        | 18                            |                                           |                                           |                                           |                                           |                                           |                                           |                                           |                                           |                                           |                                           |
|  |                  |                  |                                           |                  |                                           |                               |                                           |                                           |                                           |                                           |                                           |                                           |                                           |                                           |                                           |                                           |
|  |                  |                  |                                           |                  |                                           |                               |                                           |                                           |                                           |                                           |                                           |                                           |                                           |                                           |                                           |                                           |
|  | 2e               | Pays-Bas         | 20                                        | 20               | Match pour la troisième place             | Match pour la troisième place | Match pour la troisième place             | Match pour la troisième place             |                                           |                                           |                                           |                                           |                                           |                                           |                                           |                                           |
|  | 2e               | Pays-Bas         | 20                                        | 20               | Match pour la troisième place             | Match pour la troisième place | Match pour la troisième place             | Match pour la troisième place             | 4 août, Parc urbain de la Concorde, Paris |                                           |                                           |                                           |                                           |                                           |                                           |                                           |
|  |                  |                  | 3e                                        | Lituanie         | 9                                         | 9                             |                                           |                                           | 5 août, Parc urbain de la Concorde, Paris | 5 août, Parc urbain de la Concorde, Paris | 5 août, Parc urbain de la Concorde, Paris | 5 août, Parc urbain de la Concorde, Paris |                                           |                                           |                                           |                                           |
|  | 3e               | Lituanie         | 3e                                        | Lituanie         | 9                                         | 9                             | 21                                        | 21                                        | 5 août, Parc urbain de la Concorde, Paris | 5 août, Parc urbain de la Concorde, Paris | 5 août, Parc urbain de la Concorde, Paris | 5 août, Parc urbain de la Concorde, Paris |                                           |                                           |                                           |                                           |
|  | 3e               | Lituanie         |                                           |                  |                                           |                               |                                           | 21                                        |                                           |                                           | 1er                                       | Lettonie                                  | 18                                        | 18                                        |                                           |                                           |
|  | 6e               | Pologne          | 15                                        | 15               |                                           |                               |                                           |                                           |                                           |                                           | 1er                                       | Lettonie                                  | 18                                        | 18                                        |                                           |                                           |
|  | 6e               | Pologne          | 15                                        | 15               | 3e                                        | Lituanie                      | 21                                        | 21                                        |                                           |                                           |                                           |                                           |                                           |                                           |                                           |                                           |
|  |                  |                  |                                           |                  |                                           |                               |                                           |                                           |                                           |                                           |                                           |                                           |                                           |                                           |                                           |                                           |

### Tournoi féminin

#### Premier tour
- en gras, qualifié pour les demi-finales
- en italique, qualifié pour les quarts de finale

| Rang | Équipe              | %  | J | G | P | Pp  | Moy. |
| ---- | ------------------- | -- | - | - | - | --- | ---- |
| 1    | Allemagne           | 86 | 7 | 6 | 1 | 117 | 16,7 |
| 2    | Espagne (2v-1d)     | 57 | 7 | 4 | 3 | 115 | 16,4 |
| 3    | États-Unis (2v-1d)  | 57 | 7 | 4 | 3 | 108 | 15,4 |
| 4    | Canada (1v-2d)      | 57 | 7 | 4 | 3 | 129 | 18,4 |
| 5    | Australie (1v-2d)   | 57 | 7 | 4 | 3 | 127 | 18,1 |
| 6    | Chine (1v-1d)       | 29 | 7 | 2 | 5 | 107 | 15,3 |
| 7    | Azerbaïdjan (1v-1d) | 29 | 7 | 2 | 5 | 106 | 15,1 |
| 8    | France (1v-1d)      | 29 | 7 | 2 | 5 | 99  | 14,1 |

#### Phase finale
|  | Quarts de finale | Quarts de finale | Quarts de finale                          | Quarts de finale |                                           |                               | Demi-finales                              | Demi-finales                              | Demi-finales                              | Demi-finales                              |                                           |                                           | Finale                                    | Finale                                    | Finale                                    | Finale                                    |
|  |                  |                  |                                           |                  |                                           |                               |                                           |                                           |                                           |                                           |                                           |                                           |                                           |                                           |                                           |                                           |
|  |                  |                  |                                           |                  |                                           |                               | 5 août, Parc urbain de la Concorde, Paris | 5 août, Parc urbain de la Concorde, Paris | 5 août, Parc urbain de la Concorde, Paris | 5 août, Parc urbain de la Concorde, Paris |                                           |                                           | 5 août, Parc urbain de la Concorde, Paris | 5 août, Parc urbain de la Concorde, Paris | 5 août, Parc urbain de la Concorde, Paris | 5 août, Parc urbain de la Concorde, Paris |
|  |                  |                  |                                           |                  |                                           |                               | 5 août, Parc urbain de la Concorde, Paris | 5 août, Parc urbain de la Concorde, Paris | 5 août, Parc urbain de la Concorde, Paris | 5 août, Parc urbain de la Concorde, Paris |                                           |                                           | 5 août, Parc urbain de la Concorde, Paris | 5 août, Parc urbain de la Concorde, Paris | 5 août, Parc urbain de la Concorde, Paris | 5 août, Parc urbain de la Concorde, Paris |
|  |                  |                  |                                           |                  |                                           |                               | 5 août, Parc urbain de la Concorde, Paris | 5 août, Parc urbain de la Concorde, Paris | 5 août, Parc urbain de la Concorde, Paris | 5 août, Parc urbain de la Concorde, Paris |                                           |                                           | 5 août, Parc urbain de la Concorde, Paris | 5 août, Parc urbain de la Concorde, Paris | 5 août, Parc urbain de la Concorde, Paris | 5 août, Parc urbain de la Concorde, Paris |
|  |                  |                  |                                           |                  |                                           |                               | 5 août, Parc urbain de la Concorde, Paris | 5 août, Parc urbain de la Concorde, Paris | 5 août, Parc urbain de la Concorde, Paris | 5 août, Parc urbain de la Concorde, Paris |                                           |                                           | 5 août, Parc urbain de la Concorde, Paris | 5 août, Parc urbain de la Concorde, Paris | 5 août, Parc urbain de la Concorde, Paris | 5 août, Parc urbain de la Concorde, Paris |
|  |                  |                  |                                           |                  |                                           |                               | 5 août, Parc urbain de la Concorde, Paris | 5 août, Parc urbain de la Concorde, Paris | 5 août, Parc urbain de la Concorde, Paris | 5 août, Parc urbain de la Concorde, Paris |                                           |                                           | 5 août, Parc urbain de la Concorde, Paris | 5 août, Parc urbain de la Concorde, Paris | 5 août, Parc urbain de la Concorde, Paris | 5 août, Parc urbain de la Concorde, Paris |
|  | 1re              | Allemagne        | 16                                        | 16               |                                           |                               |                                           |                                           |                                           |                                           |                                           |                                           | 5 août, Parc urbain de la Concorde, Paris | 5 août, Parc urbain de la Concorde, Paris | 5 août, Parc urbain de la Concorde, Paris | 5 août, Parc urbain de la Concorde, Paris |
|  | 1re              | Allemagne        | 16                                        | 16               | 3 août, Parc urbain de la Concorde, Paris |                               |                                           |                                           |                                           |                                           |                                           |                                           | 5 août, Parc urbain de la Concorde, Paris | 5 août, Parc urbain de la Concorde, Paris | 5 août, Parc urbain de la Concorde, Paris | 5 août, Parc urbain de la Concorde, Paris |
|  |                  |                  | 4e                                        | Canada           | 15                                        | 15                            |                                           |                                           |                                           |                                           |                                           |                                           | 5 août, Parc urbain de la Concorde, Paris | 5 août, Parc urbain de la Concorde, Paris | 5 août, Parc urbain de la Concorde, Paris | 5 août, Parc urbain de la Concorde, Paris |
|  | 4e               | Canada           | 4e                                        | Canada           | 15                                        | 15                            | 21                                        | 21                                        |                                           |                                           |                                           |                                           | 5 août, Parc urbain de la Concorde, Paris | 5 août, Parc urbain de la Concorde, Paris | 5 août, Parc urbain de la Concorde, Paris | 5 août, Parc urbain de la Concorde, Paris |
|  | 4e               | Canada           | 5 août, Parc urbain de la Concorde, Paris |                  |                                           |                               | 21                                        | 21                                        |                                           |                                           |                                           |                                           | 5 août, Parc urbain de la Concorde, Paris | 5 août, Parc urbain de la Concorde, Paris | 5 août, Parc urbain de la Concorde, Paris | 5 août, Parc urbain de la Concorde, Paris |
|  | 5e               | Australie        | 10                                        | 10               |                                           |                               |                                           |                                           |                                           |                                           |                                           |                                           | 5 août, Parc urbain de la Concorde, Paris | 5 août, Parc urbain de la Concorde, Paris | 5 août, Parc urbain de la Concorde, Paris | 5 août, Parc urbain de la Concorde, Paris |
|  | 5e               | Australie        | 10                                        | 10               | 1re                                       | Allemagne                     | 17                                        | 17                                        |                                           |                                           |                                           |                                           |                                           |                                           |                                           |                                           |
|  |                  |                  |                                           |                  | 1re                                       | Allemagne                     | 17                                        | 17                                        |                                           |                                           |                                           |                                           |                                           |                                           |                                           |                                           |
|  |                  |                  | 2e                                        | Espagne          | 16                                        | 16                            |                                           |                                           |                                           |                                           |                                           |                                           |                                           |                                           |                                           |                                           |
|  |                  |                  |                                           |                  | 16                                        | 16                            |                                           |                                           |                                           |                                           |                                           |                                           |                                           |                                           |                                           |                                           |
|  |                  |                  |                                           |                  |                                           |                               |                                           |                                           |                                           |                                           |                                           |                                           |                                           |                                           |                                           |                                           |
|  |                  |                  |                                           |                  |                                           |                               |                                           |                                           |                                           |                                           |                                           |                                           |                                           |                                           |                                           |                                           |
|  | 2e               | Espagne          | 18                                        | 18               | Match pour la troisième place             | Match pour la troisième place | Match pour la troisième place             | Match pour la troisième place             |                                           |                                           |                                           |                                           |                                           |                                           |                                           |                                           |
|  | 2e               | Espagne          | 18                                        | 18               | Match pour la troisième place             | Match pour la troisième place | Match pour la troisième place             | Match pour la troisième place             | 3 août, Parc urbain de la Concorde, Paris |                                           |                                           |                                           |                                           |                                           |                                           |                                           |
|  |                  |                  | 3e                                        | États-Unis       | 16ap                                      | 16ap                          |                                           |                                           | 5 août, Parc urbain de la Concorde, Paris | 5 août, Parc urbain de la Concorde, Paris | 5 août, Parc urbain de la Concorde, Paris | 5 août, Parc urbain de la Concorde, Paris |                                           |                                           |                                           |                                           |
|  | 3e               | États-Unis       | 3e                                        | États-Unis       | 16ap                                      | 16ap                          | 21                                        | 21                                        | 5 août, Parc urbain de la Concorde, Paris | 5 août, Parc urbain de la Concorde, Paris | 5 août, Parc urbain de la Concorde, Paris | 5 août, Parc urbain de la Concorde, Paris |                                           |                                           |                                           |                                           |
|  | 3e               | États-Unis       |                                           |                  |                                           |                               |                                           | 21                                        |                                           |                                           | 4e                                        | Canada                                    | 13                                        | 13                                        |                                           |                                           |
|  | 6e               | Chine            | 13                                        | 13               |                                           |                               |                                           |                                           |                                           |                                           | 4e                                        | Canada                                    | 13                                        | 13                                        |                                           |                                           |
|  | 6e               | Chine            | 13                                        | 13               | 3e                                        | États-Unis                    | 16                                        | 16                                        |                                           |                                           |                                           |                                           |                                           |                                           |                                           |                                           |
|  |                  |                  |                                           |                  |                                           |                               |                                           |                                           |                                           |                                           |                                           |                                           |                                           |                                           |                                           |                                           |